# Pour une nuit d'amour (film, 1988)
Pour l’article homonyme, voir Pour une nuit d'amour.
Pour plus de détails, voir Fiche technique et Distribution.
Pour une nuit d'amour (Manifesto) est un film américain réalisé par Dušan Makavejev, sorti en 1988.

## Fiche technique
- Titre : Pour une nuit d'amour
- Titre original : Manifesto
- Réalisation : Dušan Makavejev
- Scénario : Dušan Makavejev, d'après le roman Pour une nuit d'Amour d'Émile Zola
- Pays d'origine : États-Unis
- Format : Couleurs - Mono - 35 mm
- Genre : Drame
- Durée : 96 minutes
- Date de sortie : 1988

## Distribution
- Camilla Søeberg : Svetlana Vargas
- Alfred Molina : Avanti
- Simon Callow : chef de la police
- Eric Stoltz : Christopher
- Lindsay Duncan : Lily Sachor
- Rade Šerbedžija : Emile
- Svetozar Cvetkovic : Rudi Kugelhopf
- Chris Haywood : Wango
- Patrick Godfrey : docteur Lombrosow
- Linda Marlowe : Stella Vargas
- Ronald Lacey : conducteur
- Tanja Boskovic : Olympia
- Gabrielle Anwar : Tina
- Enver Petrovci : le roi
- Zeljko Duvnjak : Martin